# Qualifications du Championnat d'Europe féminin de volley-ball 2009

## Formule
Le premier tour prévoit une élimination directe entre six pays par match aller/retour: les qualifiés seront les vainqueurs des deux matchs ou dans le cas d'une victoire chacun celui qui a le meilleur rapport sets gagnés et sets perdus. 
Le deuxième tour sera composés de 6 groupes de quatre équipes: la formule est celle de la ronde ou toutes les équipes se rencontrent en match aller/retour. L'équipe gagnante se voit accorder deux points, tandis que le perdant à un point, à la fin de tous les matchs le premier du classement accède directement au Championnat d'Europe et le deuxième au barrage avec le deuxième d'un autre groupe. Dans le cas d'une égalité celui qui a le meilleur rapport sets gagnés et sets perdus est qualifié. 
Le troisième tour (barrages) prévoit une élimination directe entre les deuxièmes par match aller/retour: les qualifiés seront les vainqueurs des deux matchs ou dans le cas d'une victoire chacun celui qui a le meilleur rapport sets gagnés et sets perdus.

## Premier tour

### Équipes qualifiées pour le second tour
- Macédoine du Nord
- Estonie
- Monténégro
- Albanie

## Second tour

### Poule A

#### Classement
| Rang | Équipe             | Point | G | P | SP | SC |
| 1    | Slovaquie          | 11    | 5 | 1 | 17 | 3  |
| 2    | Ukraine            | 11    | 5 | 1 | 8  | 6  |
| 3    | Bosnie-Herzégovine | 8     | 2 | 4 | 6  | 13 |
| 4    | Portugal           | 6     | 0 | 6 | 1  | 18 |

### Poule B

#### Classement
| Rang | Équipe   | Point | G | P | SP | SC |
| 1    | Tchéquie | 12    | 6 | 0 | 18 | 2  |
| 2    | Slovénie | 9     | 3 | 3 | 12 | 11 |
| 3    | Albanie  | 9     | 3 | 3 | 9  | 12 |
| 4    | Moldavie | 6     | 0 | 6 | 4  | 18 |

### Poule C

#### Classement
| Rang | Équipe            | Point | G | P | SP | SC |
| 1    | Espagne           | 11    | 5 | 1 | 15 | 8  |
| 2    | Azerbaïdjan       | 10    | 4 | 2 | 16 | 12 |
| 3    | Roumanie          | 9     | 3 | 3 | 15 | 8  |
| 4    | Macédoine du Nord | 6     | 0 | 6 | 0  | 18 |

### Poule D

#### Classement
| Rang | Équipe      | Point | G | P | SP | SC |
| 1    | France      | 12    | 6 | 0 | 18 | 1  |
| 2    | Biélorussie | 10    | 4 | 2 | 13 | 6  |
| 3    | Hongrie     | 8     | 2 | 4 | 6  | 12 |
| 4    | Autriche    | 6     | 0 | 6 | 1  | 18 |

### Poule E

#### Classement
| Rang | Équipe   | Point | G | P | SP | SC |
| 1    | Bulgarie | 12    | 6 | 0 | 18 | 2  |
| 2    | Croatie  | 10    | 4 | 2 | 15 | 8  |
| 3    | Finlande | 8     | 2 | 4 | 9  | 12 |
| 4    | Estonie  | 6     | 0 | 6 | 0  | 18 |

### Poule F

#### Classement
| Rang | Équipe     | Point | G | P | SP | SC |
| 1    | Turquie    | 11    | 5 | 1 | 16 | 5  |
| 2    | Grèce      | 10    | 4 | 2 | 13 | 8  |
| 3    | Israël     | 9     | 3 | 3 | 10 | 10 |
| 4    | Monténégro | 6     | 0 | 6 | 2  | 18 |

#### Équipes qualifiées pour le championnat d'Europe
- Slovaquie
- Tchéquie
- Espagne
- France
- Bulgarie
- Turquie

#### Équipes qualifiées pour les barrages
- Ukraine
- Slovénie
- Azerbaïdjan
- Biélorussie
- Croatie
- Grèce

## Barrages

### Matchs Retour

#### Équipes qualifiées pour le championnat d'Europe
- Biélorussie
- Azerbaïdjan
- Croatie

## Récapitulatif des équipes qualifiées pour le championnat d'Europe
- Pologne (pays organisateur)
- Italie (1er Championnat d'Europe de volley-ball féminin 2007)
- Serbie (2e Championnat d'Europe de volley-ball féminin 2007)
- Russie (3e Championnat d'Europe de volley-ball féminin 2007)
- Pays-Bas (5e Championnat d'Europe de volley-ball féminin 2007)
- Allemagne (6e Championnat d'Europe de volley-ball féminin 2007)
- Belgique (7e Championnat d'Europe de volley-ball féminin 2007)
- Slovaquie (1er tournoi qualification Poule A)
- Tchéquie (1er tournoi qualification Poule B)
- Espagne (1er tournoi qualification Poule C)
- France (1er tournoi qualification Poule D)
- Bulgarie (1er tournoi qualification Poule E)
- Turquie (1er tournoi qualification Poule F)
- Azerbaïdjan (Barrage)
- Biélorussie (Barrage)
- Croatie (Barrage)